# 뷔르트
뷔르트 그룹(독일어: W'ürth-Gruppe)은 패스너, 나사 및 나사 부속품의 전 세계적인 도매업체이다. 뷔르트는 제품 범위를 확장하여 오늘날에는 일종의 자체 슈퍼마켓에서 공예 사업체를 위한 완벽한 비즈니스 장비를 제공한다. 뷔르트는 맞춤못, 화학 물질, 전자 및 전기기계 부품, 가구 및 건설 피팅, 도구, 기계, 설치 재료, 자동차 하드웨어, 재고 관리, 보관 및 회수 시스템을 제공한다. 80개 이상의 국가에 걸쳐 400개 이상의 회사로 구성된 이 그룹은 자동차, 목공, 금속 가공, 산업 및 건설 산업에 서비스를 제공해 왔다.
뷔르트는 1945년 독일 큉첼자우에서 아돌프 뷔르트에 의해 설립되었다. 이 회사는 가족 소유이며 1954년부터 그의 아들 라인홀트 뷔르트가 운영하고 있다.

## 역사
뷔르트는 1945년 큉첼자우에서 나사를 판매할 목적으로 아돌프 뷔르트(1909~1954)에 의해 설립되었다. (따라서 회사 로고는 가족 이름과 원통형 및 둥근 머리 나사 두 개의 W로 구성되어 있다.) 아돌프 뷔르트 사망 후, 1954년 그의 아들 라인홀트 뷔르트는 19세의 나이에 어머니 알마 뷔르트와 함께 회사를 인수하여 두 명의 직원으로 운영되는 회사가 되었다.
그 이후로 이 회사는 10만 개 이상의 다양한 제품을 통해 패스너 및 도구 유통 분야에서 활동해 왔다. 390만 명이 넘는 고객에는 건설 산업, 목공 및 금속 공예, 자동차 회사, 그리고 점차적으로 산업 고객이 포함된다.
오늘날 뷔르트 그룹은 전 세계적으로 운영되며 81,000명 이상의 직원을 고용하고 있어 독일에서 가장 큰 비상장 회사 중 하나이다. 디 벨트 신문은 상위 500대 기업 목록에서 91위로 뷔르트 그룹을 선정했다.
1994년 1월 1일, 라인홀트 뷔르트는 경영에서 물러나 뷔르트 자문 위원회 의장직을 맡았다. 2006년 3월 1일, 그는 이 직책을 딸 베티나 뷔르트에게 넘기고 뷔르트 그룹의 감독 위원회 의장이 되었다.
2006년 10월 27일, 5년간의 연구 끝에 뷔르트 그룹은 슈베비슈할에 규소 대신 구리, 인듐, 셀레늄을 사용하는 신형 태양 전지 생산 공장을 열었다.
라인홀트 뷔르트는 2024년에 독일 내 약 25,000명의 직원들에게 극우 정당인 AfD에 투표하지 말라고 권고했다. 88세의 그는 5페이지 분량의 서신에서 현재 숄츠 정부에서 모든 것이 잘 되는 것은 아니지만, AfD가 당 국가를 폐지하려 한다고 언급했다.
다른 무역 회사들과는 달리 뷔르트는 연구 개발에 많은 투자를 한다. 2007년에는 60개 이상의 특허를 획득하며 기록을 세웠다.

## 기업 구조
독일 모회사인 아돌프 뷔르트 GmbH & Co 외에도 뷔르트는 86개국에 400개 이상의 회사를 포함하며, 이들은 두 가지 라인으로 나뉜다.
- 뷔르트 라인(die Würth-Linie): 뷔르트 이름을 사용하는 회사
- 206개의 제휴 회사: 일반적으로 원래 이름으로 운영되거나 다른 제휴 회사에 통합된 인수 회사

뷔르트 그룹은 영업 담당자를 통한 판매를 전문으로 한다. 지속적인 판매 확장을 통해 전 세계적으로 사업을 운영한다. 독일 내 직원 수는 24,971명에 달한다. 전 세계적으로 뷔르트 그룹은 현장에서 33,000명 이상의 영업 담당자를 고용하고 있다.

## 문화적 연계
뷔르트 그룹은 카르멘과 라인홀트 뷔르트가 1987년에 예술과 문화, 과학과 연구, 교육 및 통합을 지원하기 위해 설립한 뷔르트 재단(Stiftung Würth)을 지원한다. 이 단체는 유럽 문학 뷔르트 상(Würth-Preis für Europäische Literatur), 독일 청소년 음악 뷔르트 상(Würth-Preis der Jeunesses Musicales Deutschland) 등 여러 종류의 상을 수여한다. 1993년부터 뷔르트는 현대 시각 예술가들에게 로베르트 야콥센 상을 수여해 왔다. 또한 뷔르트 재단은 학교 및 대학 지원에도 참여한다. 2005년에는 하일브론 대학교 큉첼자우 응용과학대학이 라인홀트 뷔르트 대학교로 이름이 변경되었다.
뷔르트 컬렉션은 15세기부터 현대 및 현대 미술에 이르는 18,000점 이상의 작품을 소장하고 있으며, 주로 회화와 조각이 주를 이룬다. 이는 유럽에서 가장 위대한 개인 미술 컬렉션 중 하나로 꼽힌다. 예술 작품은 독일 내 5개의 박물관과 유럽 전역의 뷔르트 그룹의 10개 관련 갤러리에서 정기적으로 일반에 공개된다. 여기에는 독일의 쿤스트할레 뷔르트와 요하네스 교회가 있는 슈베비슈할, 독일의 큉첼자우에 있는 뷔르트 박물관 및 뷔르트 박물관 2, 이탈리아의 아트 포럼 뷔르트 카페나, 프랑스의 뮤제 뷔르트 프랑스 에르슈타인, 스페인의 뮤제오 뷔르트 라 리오하 등이 포함된다. 스위스에서는 뷔르트가 포럼 뷔르트 알레스하임, 포럼 뷔르트 쿠어, 뷔르트 하우스 로르샤흐를 운영한다. 입장료는 무료이다.
뷔르트는 큉첼자우에서 매년 열리는 음악 축제인 뷔르트 야외 축제를 주최한다. 뷔르트 필하모니 오케스트라는 라인홀트 뷔르트 음악 재단에 의해 2017년 큉첼자우에서 설립되었다.

## 뷔르트와 스포츠

### NASCAR
2012년 시즌부터 뷔르트는 7개의 네이션와이드 시리즈 레이스에서 #12 팀 펜스케 닷지/포드의 주요 스폰서가 되었다. 2014년 시즌부터 2022년 시즌까지 뷔르트는 팀 펜스케의 #2 포드 퓨전을 타는 브래드 케셀로스키의 NASCAR 컵 시리즈 4개 레이스의 주요 스폰서였다. 2025년 시즌 현재, 뷔르트는 라이언 블레이니와 조이 로가노의 포드 머스탱을 위한 펜스케의 #12와 #22 NASCAR 컵 시리즈의 주요 스폰서이다.
2023년, 뷔르트는 뷔르트 400이라는 이름으로 도버 모터 스피드웨이에서 열리는 NASCAR 컵 시리즈 레이스의 타이틀 스폰서가 되었다.
2025년 1월 23일, 뷔르트 400이라는 이름이 리퀴 몰리 제공 뷔르트 400이라는 이름으로 텍사스 모터 스피드웨이로 옮겨갈 것이라고 발표되었다. 이 회사는 또한 우드 브라더스 레이싱의 #21 머스탱을 타는 조시 베리도 후원했다.

### 축구

#### 분데스리가
뷔르트는 독일 축구 연맹(DFB)의 공식 파트너이다. 2022년부터 뷔르트 브랜드는 독일 남자 국가대표팀, 여자 국가대표팀, U21팀의 국제 경기에서 선보이고 있다. 또한 뷔르트는 독일 분데스리가 10개 클럽과 협력한다. FC 바이에른 뮌헨, 보루시아 도르트문트, VfB 슈투트가르트, 바이어 레버쿠젠, 헤르타 BSC 베를린, RB 라이프치히, 베르더 브레멘, SC 프라이부르크, 마인츠 05, 함부르거 SV이다.

#### 국제
뷔르트는 지난 몇 년간 스페인 프리미어 축구 리그인 라리가에서 심판과 부심의 유니폼 스폰서를 맡아왔다. 또한 뷔르트는 2017년부터 아이슬란드 최상위 리그 클럽 필키르와 프랑스 최상위 리그 클럽 RC 스트라스부르의 유니폼 스폰서도 맡아왔다.

### 포뮬러 E
전기차 FIA 챔피언십인 포뮬러 E 2014 시즌 출범을 위해, 뷔르트 일렉트로닉은 유일한 독일 레이싱 팀인 ABT 셰플러 아우디 스포트의 기술 파트너가 되었다. 이 회사의 로고는 팀 차량의 코 부분, 피트 차고, 팀 트럭 및 모든 공식 통신에 표시된다. 레이싱 시즌의 성공적인 시작 후, 뷔르트 일렉트로닉은 ABT와의 스폰서십 계약을 3년 더 연장했다.

### V8 슈퍼카
2015년 시즌 시작부터 뷔르트는 V8 슈퍼카 팀인 딕 존슨 레이싱/팀 펜스케와 장기적인 전략적 제휴를 맺었다. 새로운 리버리는 호주 포뮬러 원 그랑프리의 서포트 레이스에서 마르코스 앰브로스를 드라이버로, 스콧 파이를 해당 시즌 남은 특정 레이스에서 해당 색상으로 출전시키며 공개되었다.